# ألايور
بلدية ألايور (بالإسبانية: Alayor) هي بلدية تقع في منطقة جزر البليار شرق إسبانيا.

## الديموغرافيا
بلغ عدد سكان بلدية ألايور 9.600 نسمة عام 2011 (وفقاً للمعهد الوطني للإحصاء الإسباني).
| 6.705 | 7.229 | 7.982 | 8.671 | 8.972 | 9.257 | 9.600 |

## أعلام
- جوان كوماس